# Galilei-spirál

Galilei spirál; a=1, b=0.

Galilei-spirál algebrai spirális görbe, Galileo Galilei foglalkozott vele a szabadesés tanulmányozásával kapcsolatban. 
Polárkoordinátás egyenlete: 
{\displaystyle r=a\theta ^{2}-b\,,\qquad b\geq 0}
A görbe két ágának kettős pontja és törése van a polárpólusban. A görbe érintőinek a polártengellyel bezárt szöge itt:
{\displaystyle \alpha =\pm {\sqrt {{b}{a}}}}
A polártengelyen a spirálnak végtelen sok kettős pontja van, melyek sugara:
{\displaystyle \rho =ak^{2}\pi ^{2}-b,\qquad k=1,2,...}

## Külső hivatkozások
- Springer Encyclopaedia of Mathematics